# Adrianichthys poptae
Adrianichthys poptae е вид лъчеперка от семейство Adrianichthyidae. Видът е критично застрашен от изчезване.

## Разпространение
Разпространен е в Индонезия (Сулавеси).

## Описание
На дължина достигат до 17,1 cm.